# Antoine Diot
Antoine Camille Diot (Bourg-en-Bresse, 17 gennaio 1989) è un cestista francese.

## Carriera
Diot ha iniziato a giocare a basket con le squadre giovanili del club francese JL Bourg en Bresse . Ha poi giocato con il Centre Fédéral , nel campionato francese di 3 ° livello , l' NM1 , dal 2004 al 2007. Ha iniziato la sua carriera professionale nel 2007, con il club francese di 1 ° livello della Pro A League , Le Mans . Si è trasferito al club francese Paris-Levallois Basket nel 2012. 
Il 1 ° luglio 2013 Diot ha firmato un contratto biennale con la squadra francese Pro A Strasbourg IG , con una clausola di rinuncia dopo il primo anno.  È stato votato MVP del giocatore francese della Lega francese nel 2014. Nel giugno 2014, ha deciso di rimanere con la squadra per un'altra stagione.

## Palmarès

### Squadra
- Campionato spagnolo: 1

Valencia: 2016-2017
- Campionato francese: 2

ASVEL: 2020-2021, 2021-2022
- Coppa di Francia: 4

Le Mans: 2008-2009
Paris-Levallois: 2012-2013
Strasburgo: 2014-2015
ASVEL: 2020-2021
- Semaine des As - Leaders Cup: 3

Le Mans: 2009
Strasburgo: 2015
ASVEL: 2023
- Supercoppa spagnola: 1

Valencia: 2017
- Eurocup: 1

Valencia: 2018-2019

### Individuale
- LNB Pro A MVP francese: 1

Strasburgo: 2013-14
- MVP Leaders Cup: 1

Strasburgo: 2015